# História da República da China em Taiwan
A Partir de 25 de Outubro de 1945, A Ilha de Formosa, Taiwan, foi transferida para a República da China. E após a retirada da República da China para Taiwan a ilha se tornou a principal base de resistência do Partido Nacionalista em face a recém criada República Popular da China do Partido Comunista da China.

## Transferência a China
Ao resultado da Segunda Guerra Mundial, Taiwan foi transferida pelo Império do Japão para o governo da República da China em 25 de outubro de 1945, como foi acordado pela rendição japonesa.
Em primeira instância, a população de Taiwan, apesar do alivio de deixar a colonização japonesa, não estava consciente do cenário politico chinês e o governo do Partido Nacionalista (Kuomintang) e como resposta a Reforma Agraria, Equalização de Terras e outras medidas socialistas, gerou-se em 1947 na cidade de Taipé, o incidente de 28 de fevereiro, dando inicio ao movimento de independência de Taiwan e o chamado Terror Branco.

## Retirada da RC para Taiwan
Em 1949, o Partido Nacionalista exilou-se para Taiwan como ultimo esforço antes da queda definitiva da Insurgência Islâmica do Kuomintang e seu apoio ao Tibete contra o Exército de Libertação Popular.

## Taiwan sob o regime autoritário de Chiang Kai-shek
Depois de ver-se obrigado a abandonar a China continental, vencido pelos comunistas de Mao Zedong, o generalíssimo Chiang Kai-shek reorganizou a cúpula do partido nacionalista Kuomintang na ilha de Taiwan, onde já meses antes da derrota definitiva se haviam establecido muitos membros da administração do estado republicano, em busca de um lugar seguro desde onde poder organizar a luta contra as tropas do Partido Comunista da China, que avançavam na sua marcha para a vitória total.
A vitória dos comunistas na guerra civil empurrou para o exílio em Taiwan uns dois milhões de chineses do continente. As instituições da República da China, com a sua constituição aprovada em 1947, mantiveram a sua existência na pequena ilha. Oficialmente, o estado encabeçado por Chiang Kai-shek, que havia recuperado o cargo de Presidente da República (depois do breve mandato de Li Zongren), mantinha-se em estado de guerra devido ao que oficialmente se designou como "rebelião comunista" na China continental. A cidade de Taipei, centro político e administrativo da ilha de Taiwan desde o final do século XIX, foi declarada capital provisória da República da China, enquanto a capital constitucional continuava e sigue sendo a cidade continental de Nanjing.
Apesar da superioridade militar do bando comunista ao final de 1949, o estalar da Guerra da Coreia levou os Estados Unidos da América, temerosos de uma expansão comunista na Ásia Oriental, a oferecer apoio militar a Taiwan. Este apoio estado-unidense, consistiu em tropas estacionadas na ilha, juntamente aos navios da Sétima Frota da marinha que patrulhavam o Estreito de Taiwan, o que evitou que a República Popular tentasse a invasão da ilha.
A República da China encontrava-se oficialmente em guerra depois de 1949, o qual pôs em suspenso muitas das garantias constitucionais consagradas na constituição de 1947 em matéria de direitos humanos, civis e políticos. A lei marcial manter-se-ia em vigor na ilha até o dia 15 de Julho de 1987. Durante todo este tempo, o regime de Chiang Kai-shek exerceu uma governação autoritária, sob a ameaça constante de uma possível invasão por parte da República Popular da China. O carácter autoritário do regime apoiou-se na existência de uma polícia política a qual se acusa de numerosas violações de direitos humanos, principalmente detenções de opositores políticos partidários da independência de Taiwan. Esta polícia política esteve dirigida por Chiang Ching-kuo, filho de Chiang Kai-shek.
Enquanto no plano político o regime instalado em Taiwan exerceu uma governação de marcado carácter autoritário durante a presidência de Chiang Kai-shek, a economia de Taiwan viveu uma etapa de esplendor, com um intenso crescimento que, num primeiro momento, foi impulsionado pela reforma agrária que levou a cabo o governo nos primeiros anos da sua etapa em Taiwan. Esta reforma agrária deu lugar a um crescimento muito destacado na capacidade produtiva do campo de Taiwan, o qual levaria a uma melhora substancial do nível de vida no meio rural.
O governo de Chiang Kai-shek manteve a sua oposição a qualquer tipo de reconhecimento do regime comunista da República Popular fazendo questão de que a República da China era a única e verdadeira China, a "China livre". Enquanto os países do bloco socialista reconheceram a República Popular já em 1949, muitos países continuaram a reconhecer a República da China como governo legítimo de toda a China até aos anos 70. Isto permitiu à governação do Kuomintang manter o assento correspondente à China nas Nações Unidas até 1971. Durante este tempo, a República da China negou-se a permitir qualquer tipo de acesso às Nações Unidas tanto da República Popular da China como da República Popular da Mongólia (actual República da Mongólia), esta última considerada também território chinês pela constituição de 1947. O 23 de Novembro de 1971, o assento correspondente à China nas Nações Unidas passou a ser ocupado pela República Popular Chinesa.

## As reformas democráticas de Chiang Ching-kuo
Após a morte de Chiang Kai-shek em 1975, o vice-presidente Yen Chia-kan assumiu o cargo de presidente. No entanto, o verdadeiro homem forte do regime era Chiang Ching-kuo, que relevou o seu pai como presidente do partido e acederia também à presidência da República em Maio de 1978, depois de substituir finalmente a Yen Chia-kan.
Durante a época de governação de Chiang Ching-kuo acelerou-se o crescimento económico, o qual levou a que Taiwan passasse a ser um dos territórios mais industrializados e desenvolvidos de Ásia. Esta transformação económica, unida a uma aceitação crescente de que o regime da república nunca voltaria a controlar o continente chinês, levaram a um progressivo levantamento das medidas repressivas, e começaram-se a tolerar as opiniões discrepantes com a linha oficial bem como as reuniões de movimentos de oposição ao Kuomintang.
Em Dezembro de 1978, o presidente dos Estados Unidos Jimmy Carter anunciou que os Estados Unidos deixava de reconhecer a República da China como governação legítima da China, transferindo o reconhecimento diplomático à República Popular da China, como já haviam feito as Nações Unidas e a maior parte dos países. Apesar dos Estados Unidos reconherem à República Popular da China, o Congresso estado-unidense aprovou a Lei de Relações com Taiwan, que confirmava a continuação do apoio militar à República da China.
Assim, após três décadas de separação, o sonho de Chiang Kai-shek de que o sistema comunista acabaria por ser derrubao no continente e que a República da China voltaria vitoriosa a assumir o controlo sobre toda a China deu passo a uma época de abertura e realismo político na qual os dirigentes da República da China começaram a assumir a sua condição de governo de Taiwan. A lei marcial foi levantada a 15 de Julho de 1987, e Chiang Ching-kuo morreu a 13 de Janeiro de 1988.

## A democratização plena de Taiwan

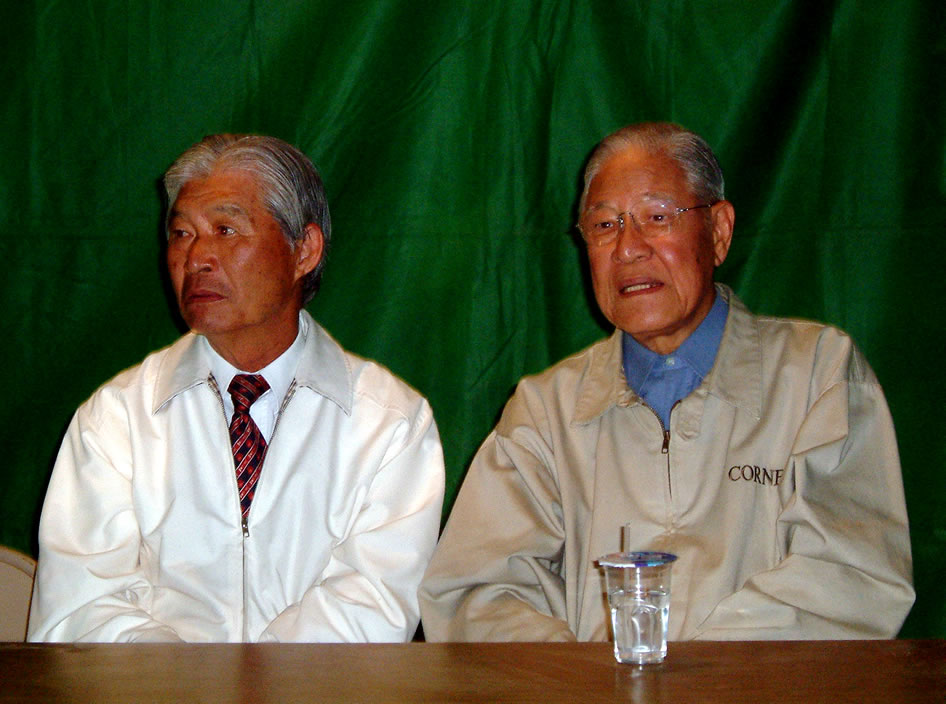
O sucessor de Chiang Ching-kuo, Lee Teng-hui (à direita) numa fotografia do ano 2004

Após a morte de Chiang Ching-kuo, o seu sucessor Lee Teng-hui, taiwanês de nascimento e educado no Japão, acelerou as reformas democráticas e, apesar da sua condição de líder do partido nacionalista chinês Kuomintang, promoveu desde o poder a reafirmação de uma identidade taiwanesa diferenciada da China.
A continuação das reformas democráticas em Taiwan levou à legalização dos partidos políticos da oposição. Estas reformas culminaram nas eleições presidenciais de 1996, nas que, pela primeira vez, os taiwanenses puderam eleger o seu presidente por sufrágio universal. Nessas eleições, Lee Teng-hui foi reeleito como presidente da República da China.
No ano 2000, celebraram-se as segundas eleições presidenciais, que foram ganhadas por Chen Shui-bian, líder do Partido Progressista Democrático formada por vários partidos da oposição partidários da independência formal de Taiwan. Desta maneira, o Kuomintang era desalojado da presidência pela primeira vez desde o estabelecimento da República da China na ilha. Muitos seguidores do Kuomintang culparam da derrota o ex-presidente Lee Teng-hui, acusando-o de deslealdade ao apoiar as posições independentistas da oposição contrária à ideologia do seu próprio partido. Lee acabaria abandonando o Kuomintang e fundando o seu próprio partido de ideologia marcadamente independentista.

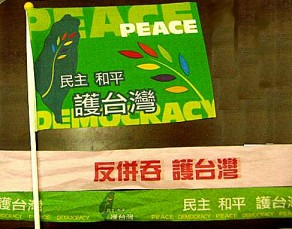
Bandeira de apoio à manifestação do 23 de Março de 2005 em Taipei contrária à [Lei Anti-secessão da República Popular da China

A manifestação concentrou sobretudo os partidários da independência formal de Taiwan, que se identificam com a cor verde.]]
O presidente Chen Shui-bian e a vice-presidente Annette Leu foram reeleitos nas eleições do ano 2004, marcadas como em ocasiões anteriores pelas ameaças da República Popular da China de invadir Taiwan em caso de uma declaração formal de independência. A 14 de Março de 2005, a República Popular China aprovou a Lei Anti-secessão que contempla a intervenção armada em caso de uma declaração formal de independência de Taiwan. Estes acontecimentos levaram a uma suavização da retórica independentista dos actuais governantes de Taiwan. A opinião maioritária na ilha parece favorecer a manutenção do status quo no futuro.